# 永清 (年号)
永清（1895年5月25日－10月19日）是臺灣民主國使用的年號紀年，介於清治光緒及日治明治兩年號之間，語意「永戴聖清」，表明了民主國「永屬大清」。光緒二十一年五月二日（1895年5月25日），大總統唐景崧於《臺灣民主國獨立宣言》中，首度公佈並使用此年號。:237五月十九日（6月11日），樺山資紀率領日本軍隊進入臺北府城，民主國遷都臺南府城；二十五日（（6月17日），臺灣總督府舉行始政式並實行明治年號，乙未戰爭持續進行。九月二日（10月19日），民主國在末任大總統劉永福渡船逃亡廈門之後滅亡，年號前後使用148天。

## 大事記
- 光緒二十一年（1895年）
  - 五月二日（5月25日），臺灣民主國建國，建元永清。
  - 六月十日（7月31日）：在臺南安平關開辦獨虎郵政，於安平海關內設置郵政局[2]:26。

## 紀年對照
| 永清 | 元年   |
| ---- | ------ |
| 公元 | 1895年 |
| 干支 | 乙未   |

## 同期存在的其他政權年號
- 中國
  - 光緒（1875年－1908年）：大清—清德宗載湉之年號。
- 朝鮮半島
  - 開國（1894年－1895年）：大韓帝國—高宗李熙之年號
- 越南
  - 成泰（1889年－1907年）：阮朝—成泰帝阮福昭之年號
- 日本
  - 明治（1868年－1912年）：明治天皇之年號